# Coupe des clubs champions africains 1974
Navigation
Édition précédente Édition suivante
La Coupe des clubs champions africains 1974 est la dixième édition de la Coupe des clubs champions africains. Le club vainqueur de la compétition est désigné champion d'Afrique des clubs 1974. Vingt-six formations sont engagées dans la compétition. À noter que la règle des buts marqués à l'extérieur est appliquée à partir de cette saison. En revanche, si les scores des matchs aller et retour est identique, une séance de tirs au but est jouée.
C'est le club congolais du CARA Brazzaville qui remporte cette édition après avoir battu les Égyptiens de Ghazl El Mahallah, en finale. Il s'agit du premier titre continental pour le club alors que Ghazl devient le deuxième club d'Égypte, après Ismaily en 1969 à atteindre la finale.

## Premier tour
| Équipe 1               | Résultat | Équipe 2          | Aller | Retour |
| ---------------------- | -------- | ----------------- | ----- | ------ |
| Bendel Insurance       | 7 - 1    | Secteur 7         | 7 - 0 | 0 - 1  |
| Al-Ahly Tripoli        | 2 - 5    | Al Hilal Omdurman | 2 - 2 | 0 - 3  |
| Linare FC              | 2 - 5    | Simba SC          | 1 - 3 | 1 - 2  |
| Green Buffaloes        | 6 - 2    | JS Antalaha       | 4 - 1 | 2 - 1  |
| CARA Brazzaville       | 7 - 1    | Zalang COC        | 3 - 1 | 4 - 0  |
| Olympic Real de Bangui | 4 - 1    | Simba FC          | 4 - 0 | 0 - 1  |
| Modèle Lomé            | 3 - 1    | AS Porto Novo     | 3 - 0 | 0 - 1  |
| Mighty Barrolle        | 0 - 2    | ASEC Mimosas      | 0 - 0 | 0 - 2  |
| Ports Authority        | 4 - 5    | ASC Jeanne d'Arc  | 3 - 2 | 1 - 3  |
| Tele SC Asmara         | -        | Horsed FC forfait | -     | -      |

## Deuxième tour
| Équipe 1          | Résultat      | Équipe 2               | Aller | Retour |
| ----------------- | ------------- | ---------------------- | ----- | ------ |
| Djoliba AC        | 2 - 1         | Bendel Insurance       | 2 - 0 | 0 - 1  |
| Ghazl El Mahallah | 5 - 5 4-2 tab | Al Hilal Omdurman      | 4 - 1 | 1 - 4  |
| Green Buffaloes   | 1 - 3         | Simba SC               | 1 - 2 | 0 - 1  |
| CARA Brazzaville  | 4 - 3         | AS Vita ClubT          | 4 - 0 | 0 - 3  |
| Hearts of Oak     | 9 - 4         | Olympic Real de Bangui | 6 - 1 | 3 - 3  |
| ASEC Mimosas      | -             | Modèle Lomé forfait    | 3 - 0 | -      |
| ASC Jeanne d'Arc  | -             | Hafia FC forfait       | -     | -      |
| Abaluhya          | 2 - 1         | Tele SC Asmara         | 2 - 0 | 0 - 1  |

## Quarts de finale
| Équipe 1          | Résultat | Équipe 2         | Aller | Retour |
| ----------------- | -------- | ---------------- | ----- | ------ |
| Djoliba AC        | 0 - 3    | CARA Brazzaville | 0 - 0 | 0 - 3  |
| Ghazl El Mahallah | 4 - 1    | Abaluhya         | 3 - 0 | 1 - 1  |
| Hearts of Oak     | 1 - 2    | Simba SC         | 1 - 2 | 0 - 0  |
| ASEC Mimosas      | 2 - 2e   | ASC Jeanne d'Arc | 2 - 1 | 0 - 1  |

## Demi-finales
| Équipe 1         | Résultat      | Équipe 2          | Aller | Retour |
| ---------------- | ------------- | ----------------- | ----- | ------ |
| Simba SC         | 1 - 1 0-3 tab | Ghazl El Mahallah | 1 - 0 | 0 - 1  |
| CARA Brazzaville | 6 - 1         | ASC Jeanne d'Arc  | 2 - 0 | 4 - 1  |

## Finales
| 29 novembre 1974 | CARA Brazzaville | 4 - 2 | Ghazl El Mahallah | Stade de la Révolution, Brazzaville |
|                  |                  |       |                   | Arbitrage : Youssou N'Diaye         |

| 13 décembre 1974 | Ghazl El Mahallah | 1 - 2 | CARA Brazzaville | Stade d'El Mahalla, El-Mahalla El-Koubra |  |
|                  |                   |       |                  |                                          |  |

| Coupe des clubs champions africains Vainqueur 1974 |
| -------------------------------------------------- |
| CARA Brazzaville Premier titre                     |